# Goat Simulator 3
Goat Simulator 3 è un videogioco d'azione e il sequel di Goat Simulator. Il titolo "3" è stato scelto dagli sviluppatori come scherzo, in quanto non esiste un "Goat Simulator 2".
Il gioco è stato annunciato da Coffee Stain Studios durante il Summer Game Fest ed è stato pubblicato il 17 novembre 2022. Una versione per Nintendo Switch è stata pubblicata il 27 agosto 2024, durante la presentazione del Nintendo Direct.

## Modalità di gioco
Come nel gioco precedente, in Goat Simulator 3 il giocatore controlla una capra in un ambiente urbano con l'obiettivo di creare caos e compiere acrobazie. Il gioco mantiene la meccanica in cui la capra può leccare oggetti per trascinarli. Gli sviluppatori hanno dichiarato che il mondo di gioco è 18 volte più grande di quello del primo capitolo.
Il gioco include una parodia di Wolfenstein 3D, con elementi da sparatutto in prima persona. Goat Simulator 3 introduce anche una nuova modalità storia, in cui i giocatori completano missioni per salire nei ranghi dell'Illuminati e accedere a una battaglia finale contro un contadino.
Inoltre, è stato aggiunto un sistema di personalizzazione del personaggio tramite il guardaroba. Alcuni abiti hanno solo un valore estetico, mentre altri conferiscono abilità speciali.
La modalità multiplayer permette a quattro giocatori di cooperare online e partecipare a sette minigiochi PvP competitivi, attivabili in qualsiasi momento durante la partita. I punti ottenuti in questi minigiochi determinano il vincitore.

## Sviluppo
Goat Simulator 3 è stato sviluppato dallo stesso team che aveva realizzato l'espansione Goat Simulator: Waste of Space. Il titolo è un omaggio ironico al fatto che non esiste un Goat Simulator 2. Il gioco è stato pubblicato per Microsoft Windows, PlayStation 5 e Xbox Series X il 17 novembre 2022. La versione per Nintendo Switch è stata annunciata il 25 agosto 2024 e pubblicata il 27 agosto 2024.

## Espansioni e DLC
Il 19 giugno 2024 è stato pubblicato il primo DLC per Goat Simulator 3, intitolato Multiverse of Nonsense.
Questo DLC introduce nuove avventure e contenuti assurdi che espandono ulteriormente il mondo caotico del gioco. In Multiverse of Nonsense, i giocatori possono esplorare nuovi livelli, affrontare sfide esilaranti e sbloccare una serie di personalizzazioni inedite per le capre.

## Accoglienza
Secondo Metacritic, Goat Simulator 3 ha ricevuto "recensioni miste o nella media" per le versioni PC e PlayStation 5, mentre la versione per Xbox Series X ha ricevuto "recensioni generalmente favorevoli".